# Coliiformes

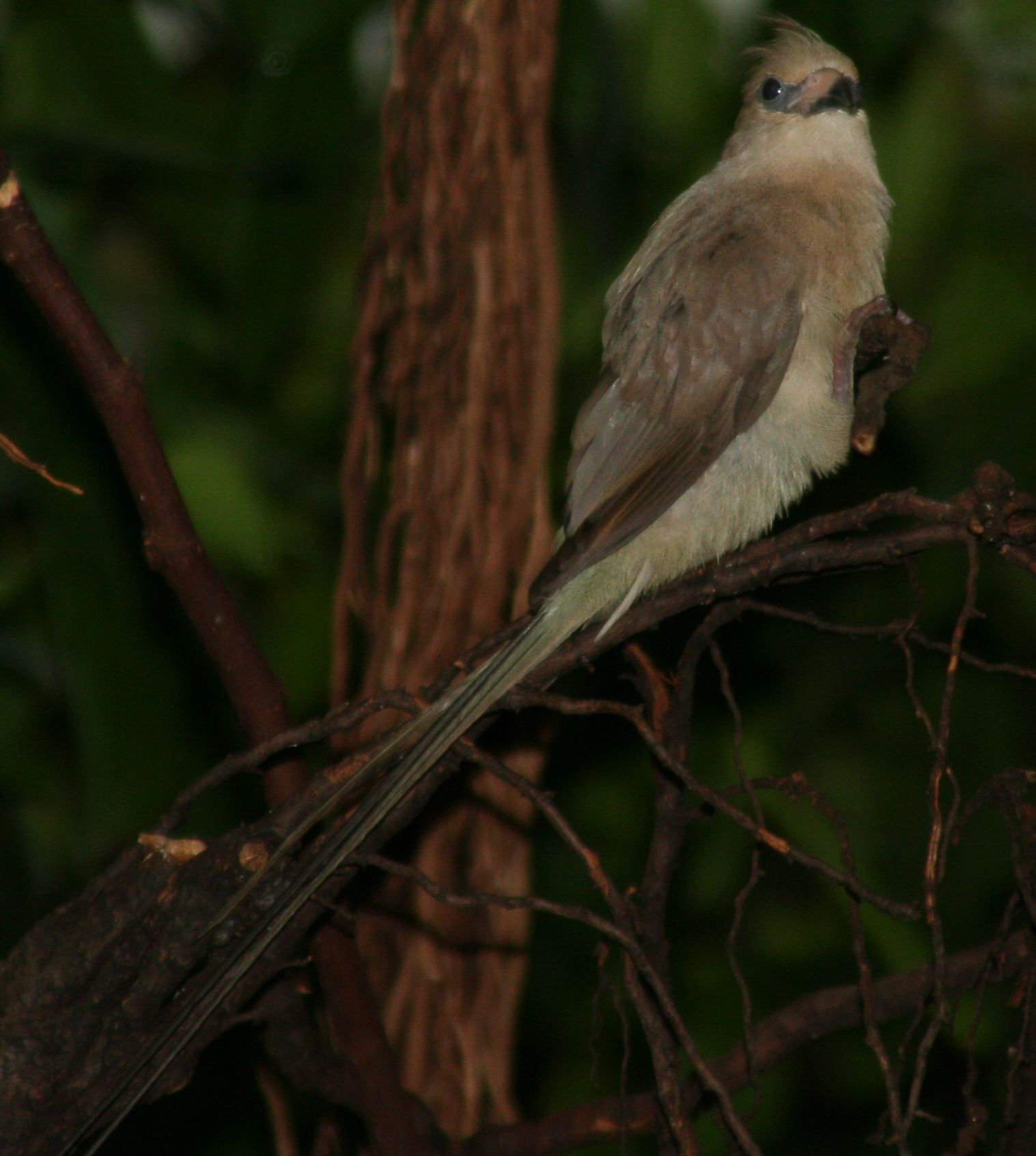
Urocolius macrourus

Coliiformes este un ordin taxonomic de păsări care cuprinde famila Coliidae ce cuprinde două genuri cu 15 specii. Comportamentul păsărilor este asemănător șoarecilor, ele trăiesc și se furișează prin tufișuri, având o culoarea penajului cenușie. Sunt păsări mici care trăiesc numai în Africa la sud de Sahara. Trăiesc în regiunile cu tufișuri, savane sau păduri din Sudan, Somalia, Etiopia și Nigeria. Păsările trăiesc uneori în grupuri de 20 - 30 de exemplare, încălzindu-se noaptea reciproc. Datorită ghearelor ascuțite sunt bune cățărătoare, mișcându-se fără a face zgomot cu ușurință prin copaci. Penele cozii sunt lungi și rigide, pe cap având un moț cenușiu de pene. Nu prezintă dimorfism sexual. Construiesc cuiburi în formă de cupă ascunse în copaci sau tufișuri, în care femela depune 4 - 6 ouă pătate de culoare brună. Hrana lor este alcătuită aproape exclusiv din fructe. 